# فوردة
فوردة (نيدرهاين) (بالألمانية: Voerde) هي بلدة ألمانية تقع في فيزل في ألمانيا.